# Kanton Manta
Der Kanton Manta befindet sich in der Provinz Manabí im Westen von Ecuador. Er besitzt eine Fläche von 303 km². Im Jahr 2022 lag die Einwohnerzahl bei rund 271.100. Verwaltungssitz des Kantons ist die Stadt Manta mit 217.553 Einwohnern (Stand 2010).

## Lage
Der Kanton Manta liegt im Südwesten der Provinz Manabí an der Pazifikküste. Der Kanton Manta grenzt im Westen an den Kanton Jaramijó sowie im Süden an den Kanton Montecristi. 

## Verwaltungsgliederung
Der Kanton Manta ist in die Parroquias urbanas („städtisches Kirchspiel“)
- Eloy Alfaro
- Los Esteros
- Manta
- San Mateo
- Tarqui

und in die Parroquias rurales („ländliches Kirchspiel“)
- San Lorenzo
- Santa Marianita (Boca de Pacoche)

gegliedert.

## Geschichte
Der Kanton Manta wurde am 4. November 1922 eingerichtet.
Entwicklung der Einwohnerzahl im Kanton Manta bei landesweiten Volkszählungen zum jeweiligen Gebietsstand:
| Jahr                    | Einwohner | +/-    |
| ----------------------- | --------- | ------ |
| 1950                    | 23.665    | –      |
| 1962                    | 40.288    | 70,2 % |
| 1974                    | 70.015    | 73,8 % |
| 1982                    | 106.364   | 51,9 % |
| 1990                    | 132.816   | 24,9 % |
| 2001                    | 192.322   | 44,8 % |
| 2010                    | 226.477   | 17,8 % |
| 2022                    | 271.145   | 19,7 % |
| Datenherkunft: Wikidata |           |        |

## Ökologie
Im Westen befindet sich das Schutzgebiet Refugio de Vida Silvestre Marino Costero Pacoche.